# Maurice de Martin

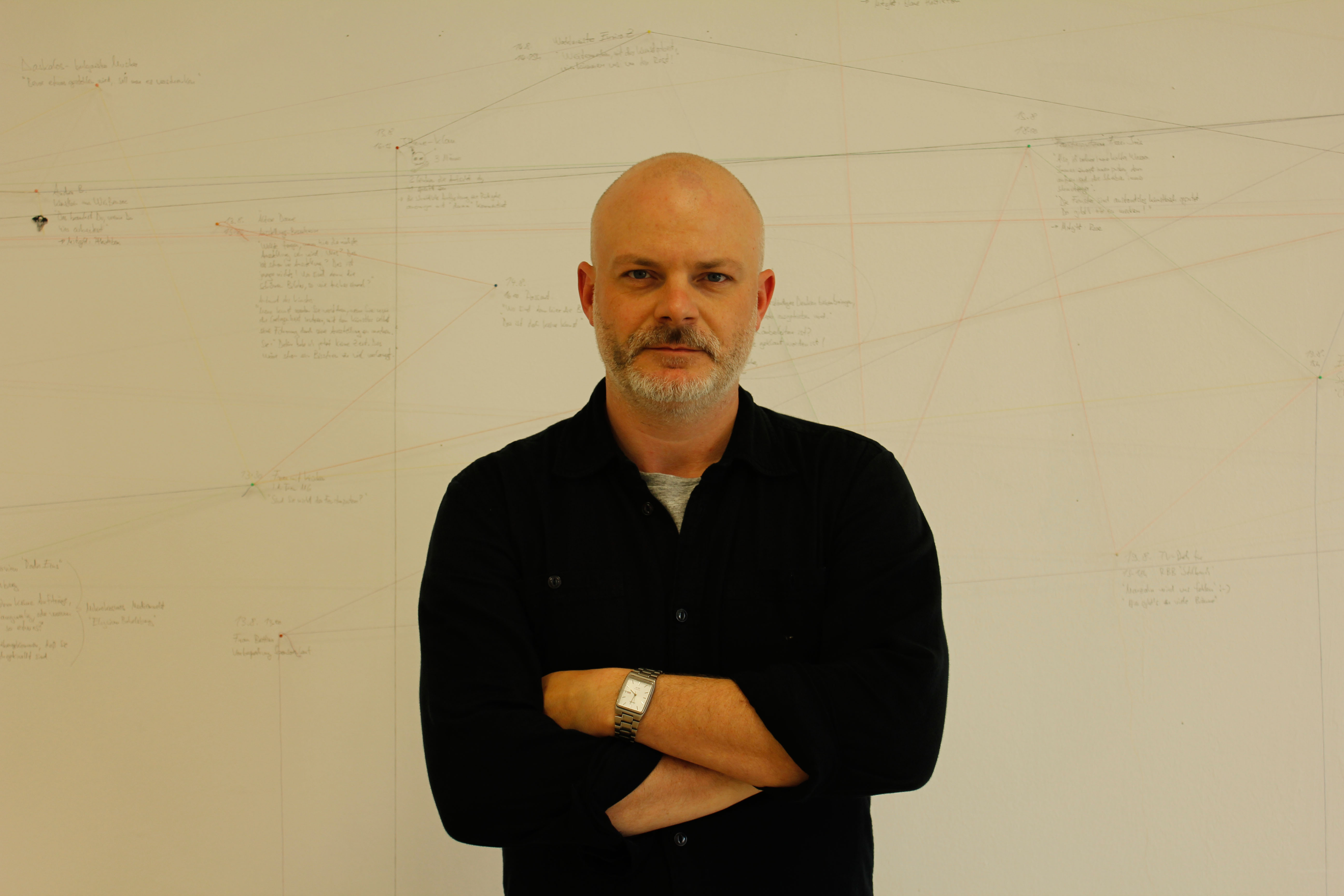
Maurice de Martin

Maurice de Martin (* 1. Oktober 1969 in Bad Aibling) ist ein deutscher Künstler, Schlagzeuger, Perkussionist, Multiinstrumentalist und Komponist. Neben seinem Wirken als Musiker arbeitet de Martin mit partizipativen Formen zeitgenössischer Kunst und betätigt sich als Hochschuldozent und Forscher in den Bereichen der Künstlerischen Forschung („Artistic Research“), Transdisziplinarität und Improvisation. Als Musiker wirkt er in Crossover-Projekten von Avantgarde-Jazz, Neuer Musik, Improvisationsmusik und osteuropäischer Folklore, spielt aber auch Noise, Metal, Rock und verschiedene Formen elektronischer Musik. Neben seinem instrumentalen musikalischen Schaffen arbeitet er im Kontext der Klanginstallation und Medienkunst.

## Leben und Werk
De Martin ist der Sohn des Bass-Gitarristen Bruno de Martin und der Schlagzeugerin Anni de Martin. Er ging auf das Musische Pestalozzi-Gymnasium in München, wo er Unterricht in klassischem Klavier und Musiktheorie erhielt. Anfang der 1990er spielte er experimentellen Noise-Rock mit der Band Brother Virus (Debütalbum Happy Hour. Live at the Knitting Factory, Enja 1991). Von 1991 bis 1995 lebte er in New York City, wo er privat Schlagzeug und Improvisation unter anderem bei Joey Baron, Gene Jackson, Sam Ulano und Dennis Charles studierte und Teil der Szene der Knitting Factory (wo er schon 1989 mit Brother Virus spielte) war. In dieser Zeit finanzierte er sich unter anderem als Straßenmusiker.
Ab 1995 lebte er als freischaffender Komponist und Musiker in Berlin, wo er zudem 1995 bis 1999 Musikpädagogik an der Universität der Künste Berlin studierte. Außerdem studierte er klassische Komposition bei Gija Kantscheli. Von 1997 bis 1999 bereiste er Rumänien (Siebenbürgen, Transsylvanien) mit einem Stipendium des DAAD und des Berliner Senats und studierte dort weiter osteuropäische Volksmusik, unter anderem auch an der Musikakademie G. Dima in Cluj-Napoca. 1998 gründete er mit Mircea Tiberian das Jazzorchester Interzone mit Musikern aus West- und Osteuropa (mit der er mehrere Alben aufnahm) und 2000 das Berlin Jazz Composers Ensemble. Mit ihm nahm er seine Komposition Transsylvaniana auf, die seine Volksmusik-Recherchen in Siebenbürgen Ende der 1990er Jahre reflektiert. Er war an der Veröffentlichung von über 70 Alben beteiligt, die unter anderem auf den Labels Enja, Not Two Records, Intuition, Sub Rosa, Zeitkratzer, Karlrecords, Ano Kato, Konnex Records, Meta Records und Laika Records erschienen.
Zwischen 2000 und 2005 war de Martin auch Schlagzeuger in verschiedenen Formationen der polnischen „Yass“-Szene, unter anderem zusammen mit dem Bassisten Olo Walicki, im Projekt Digivocoo von Adam Pierończyk und im Trio des Pianisten Leszek Możdżer. In Berlin arbeitete er mit Freejazz-Bassist Sirone und dem Schweizer Chapman-Stick-Spieler Hans Hartmann, sowie international mit Elliott Sharp, Gary Thomas, Tim Berne, Marc Ducret, John Taylor, Terje Rypdal, Palle Mikkelborg, Melvin Gibbs, Herb Robertson, Iwo Papasow, der rumänischen Gypsy-Hochzeitsband Musica de la Marsa und Nana Simopoulos.
Im Jahr 2000 trat er dem Ensemble Zeitkratzer bei, mit dem er unter anderem Musik von John Cage, Karlheinz Stockhausen und James Tenney aufnahm. Im Kontext dieses Ensembles kam es zu zahlreichen Kooperationen mit Protagonisten der zeitgenössischen Avantgarde, darunter Laurie Anderson, Alvin Lucier, Arto Lindsay, Keiji Haino, Whitehouse, Carsten Nicolai, Oval, Manuel Göttsching, Terre Thaemlitz, Alvin Curran, She She Pop und Jorinde Voigt. Zwischen 2003 und 2008 bestand sein eigenes Jazz-Trio 3D mit dem Vibraphonisten Christopher Dell und dem Bassisten Chris Dahlgren, mit dem er auf dem Krakauer Label NotTwo zwei Alben veröffentlichte.
Er wirkte auch als Komponist, Performer und musikalischer Leiter an der Berliner Schaubühne am Lehniner Platz für Produktionen des Regisseurs Thomas Ostermeier, sowie für andere Theaterproduktionen im deutschsprachigen Raum. 2008 bis 2010 war er zu drei längeren Aufenthalten in Seoul/Südkorea, was zur Zusammenarbeit mit traditionellen südkoreanischen Samulnori-Musikern führte.
2009 bis 2012 lebte de Martin in der Schweiz, wo er an der Hochschule der Künste Bern den Master CAP (Contemporary Arts Practice) erwarb. Während dieser Zeit war er als Performer und musikalischer Leiter für die Zürcher Theatergruppe Plasma des Regisseurs Lukas Bangerter aktiv.
2011 bis 2014 gehörte de Martin zum österreichischen Wissenschaftsfonds-Forschungsprojekt andere räume-knowledge through art, einer Plattform zur Zusammenarbeit zwischen Künstlern und Wissenschaftlern. Im Rahmen des Projekts Unknown Spaces hat er zusammen mit der Berliner Regisseurin Janina Janke die Hauptquartiere der Vereinten Nationen in Wien, New York City, Nairobi und Genf beforscht und dabei unter anderem mit dem Goethe-Institut und der UNESCO kooperiert. Nach Ausstellungen unter anderem im MuseumsQuartier Wien wurde Unknown Spaces im Oktober 2015 zum 70. Jahrestag der Vereinten Nationen im United Nations Secretariat Building präsentiert, wozu der ehemalige UN-Generalsekretär Ban Ki-moon eine Grußbotschaft verfasste. Im August 2016 wurde das Projekt mit einer Lecture Performance in der Assembly Hall des Palais des Nations in Genf und einem Workshop-Projekt auf dem FAR°-Festival Nyon abgeschlossen. Die Folgearbeit nach Verlassen der UN, Just Intonation, in der Immanuel-Klinik Rüdersdorf bei Berlin untersuchte die Möglichkeit der künstlerischen Zusammenarbeit mit psychisch kranken Menschen anhand Gestaltungsmittel der experimentellen Musik und des zeitgenössischen Musiktheaters.
Zwischen 2012 und 2016 engagierte sich de Martin zudem in der Großraumsiedlung Berlin-Marzahn im Bereich der Kunstarbeit im sozialen Kontext. Hierbei erreichte er über das Prozesskunst-Projekt Maurice ist da! eine breite mediale Öffentlichkeit, wie es u. a. die Wiener Zeitung und das Schweizer Radio und Fernsehen beschrieben haben. 2014 installierte de Martin in Berlin-Marzahn die Temporäre Kunstakademie Marzahn, eine Bildungsinstitution als Kunstwerk für und mit kunstinteressierten Marzahner Bürgern. 2016 schloss er mit dem Unholdt-Forum, einer Hochkultur-Satire mit Fokus auf das Humboldtforum, seinen Marzahn-Zyklus ab. Im Folgenden hat er sich über zwei partizipatorische Prozesskunst-Projekte in der ostthüringischen Kleinstadt Gera neuen Fragestellungen auf dem Feld der künstlerischen Kooperation mit Menschen in schwierigen sozialen Lebensverhältnissen und mit psychischen Dispositionen (1.Sommerakademie@Häselburg), sowie der öffentlichen Debatte (Gera2025?) angenähert. Über die kontroverse Auseinandersetzung mit den Themen der Geraer Bürgerschaft entstand u. a. die Installation Ein böser Geist, die er 2018 im Schloss Biesdorf präsentierte.
Nach knapp 10-jähriger Pause als Bandleader gründete de Martin 2018 zusammen mit der Schauspielerin und Performerin Susanne Sachsse die Formation GIRLS. Die Debüt-LP dieser Band Tell the drummer I still love her zählt der SWR2 zu den besten Jazz-Alben 2020. 2018 wurde im Kontext des 20-jährigen Jubiläums der Zusammenarbeit mit dem rumänischen Pianisten Mircea Tiberian in Bukarest die CD Dance around the Dragon Tree veröffentlicht.
In den Jahren 2020 und 2021 arbeitete de Martin als musikalischer Betreuer in der Patienten-Notversorgung der psychiatrischen Abteilung der Immanuel-Klinik Rüdersdorf bei Berlin und realisierte das online-Medienkunst-Projekt RADIO INSTANTOPIA mit 20 Jugendlichen aus Kaliningrad und Berlin. Im Kontext dieses Projekts kam es zur Produktion des experimentellen Kurzfilms Sound of vast and empty spaces über die schwierige Situation junger Kunstschaffender in Russland und Deutschland in Zeiten der pandemischen Einschränkungen.
Seit 2010 ist de Martin weiterhin Dozent am Y-Institut für Transdisziplinarität der Hochschule der Künste Bern. Dort unterrichtet er auch in den Fachbereichen Theater und Forschung. Außerdem unterrichtete er als Gastdozent seit 2010 an zahlreichen Kunsthochschulen, Universitäten und anderen Bildungsinstitutionen im In- und Ausland, u. a. an der Folkwang Universität der Künste (2015–17), der Alanus Hochschule für Kunst und Gesellschaft (2014–18), der Masaryk-Universität Brno (2016), der Brockwood Park School im südenglischen Hampshire (2018) und der Medizinischen Hochschule Brandenburg Theodor Fontane (seit 2018).